# Gmina Boljevac
Gmina Boljevac (serb. Opština Boljevac / Општина Бољевац) – gmina w Serbii, w okręgu zajeczarskim. W 2018 roku liczyła 11 358 mieszkańców.